# Mahathir bin Mohamad
Mahathir bin Mohamad (Kedah, 10 de julho de 1925) é um político malaio que serviu como Primeiro-Ministro de seu país por mais de 22 anos, de 16 de julho de 1981 a 31 de outubro de 2003, quando renunciou, e novamente entre 10 de maio de 2018 e 1 de março de 2020. Na sua época, a Malásia mudou de um país agrícola pobre para um país industrial contemporâneo muito rico, no qual ele era chamado de pai da modernização da Malásia. É médico e uma das suas alcunhas é Dr M.
Fez uma visita de três dias a Portugal em 20 de setembro de 1996.
Nas eleições gerais da Malásia em 9 de maio de 2018, a Alliance of Hope liderada por Mahathir obteve a vitória, realizando a primeira rotação de partido político após 61 anos de independência da Malásia. Mahathir mais uma vez serviu como primeiro-ministro da Malásia até anunciar sua renúncia em 24 de fevereiro de 2020.
Em 19 de novembro de 2022, Mahathir perdeu o seu lugar no círculo eleitoral de Langkawi, terminando em quarto lugar com 4.500 votos em quase 45.000.
Mahathir ocupou um lugar muito especial na história da Malásia e foi um estadista influente no Sudeste Asiático. Em seu mandato, a Malásia se transformou de uma economia de exportação rural para um centro de alta tecnologia. Em 2019, foi reconhecido pela Time como uma das cem personalidades mais influentes, e também ocupou a 47ª posição na lista "2019 Global 50 Great Leaders" da revista Fortune. Mahathir possui um histórico de problemas cardíacos e já passou por cirurgias de bypass.

## Biografia
Mahathir bin Mohamad nasceu em 10 de julho de 1925 em Alor Setar, Kedah. Ele era o mais novo de sete filhos. Seu pai, Mohamad bin Iskandar, tinha 50% de origem indiana, enquanto sua mãe, Wan Tampawan, era malaia. Sua família se originou de um contexto muito simples, porque não eram aristocratas, agora eram especialmente inclinados a religião ou a crítica. Como as faculdades foram fechadas durante a ocupação ocidental da Malásia na Segunda Guerra Mundial, Mahathir começou em empresas menores. Ele começou a vender café. Algum tempo depois, era um vendedor ambulante de salgadinhos, principalmente pisang goring (bolinhos de banana).
Ele começou sua educação participando de uma escola vernacular em malaio antes de continuar sua educação no Sultan Abdul Hamid College em Alor Setar. Ele continuou sua análise e ingressou na Medical Analyze no rei da Califórnia Edward VII College of Medicine em Cingapura.
Ele se formou em 1954 na faculdade de medicina e começou sua carreira como médico no Hospital Geral de Penang. em 1957, ele estabeleceu sua própria clínica médica.

## Carreira política
Em 1964, ele foi escolhido para a assembléia legislativa, como membro da Empresa Nacional da Malásia Unida (UMNO). Em 1969, Mahathir perdeu o seu lugar no Parlamento e foi expulso da UMNO. Depois de perder o seu primeiro lugar no Parlamento, escreveu um livro intitulado "The Malay Dilemma". Em 1972, regressou à UMNO. No ano seguinte, em 1973, foi nomeado senador no Parlamento da Malásia. Em 1974, foi eleito ministro da Educação, e em 1976, tornou-se vice-primeiro-ministro.

## Primeiro-ministro (1981-2003)

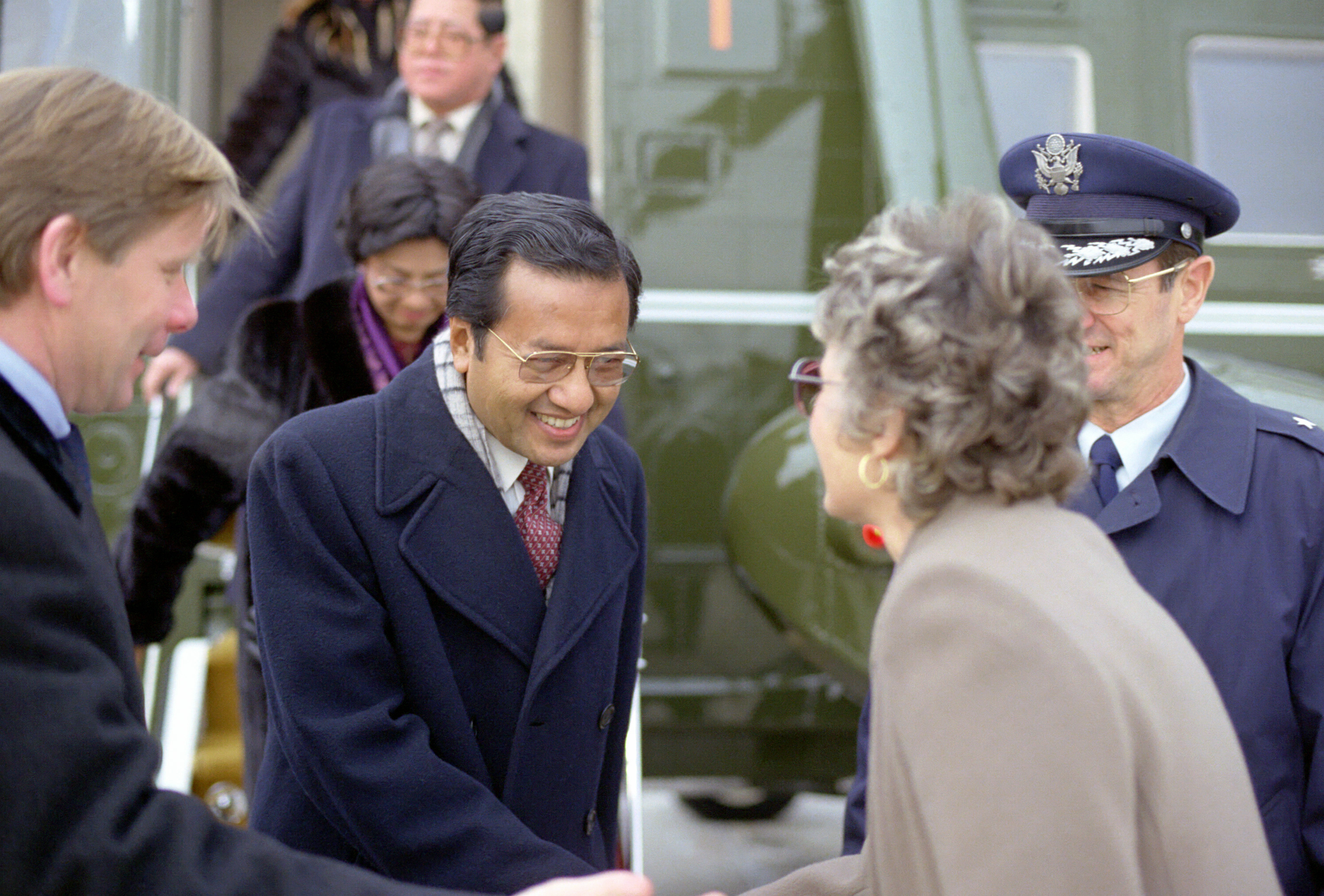
Visita de Mahathir aos Estados Unidos (janeiro de 1984)

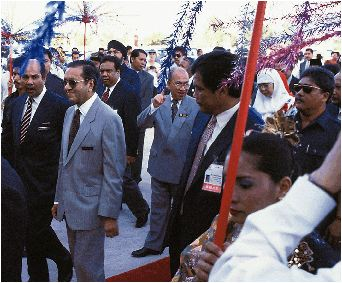
Mahathir, no Langkawi, em dezembro de 1997.

Depois de conseguir o primeiro-ministro em 1981, Mahathir mudou muitos planos e estratégias econômicas, que geralmente refletiam absolutamente na economia da Malásia. Sob sua liderança, vários megaprojetos de infraestrutura aconteceram, notadamente Kuala Lumpur City Center (KLCC), Petronas Twin Towers, Aeroporto Internacional de Kuala Lumpur (KLIA), Putrajaia, Cyberjaya, Ponte de Penão, Circuito Internacional de Sepang e Multimedia Super Corridor (MSC).
Durante seu último mandato, Mahathir apresentou o plano "Visão 2020" para a nação se tornar uma nação industrializada auto-suficiente até 2020. A verdade é que as orientações de Mahathir, que as impôs com firmeza, transformaram totalmente o país, que passou a exportar não apenas borracha e estanho, mas chips de computador e telemóveis. Está entre os 20 estados do mundo que mais exportam, e o PIB per capita é de 4 mil dólares - o terceiro do Sudeste asiático, atrás do Brunei e Singapura. Os níveis de pobreza caíram drasticamente.
Em 31 de outubro de 2003, Mahathir anunciou oficialmente sua renúncia ao cargo de primeiro-ministro, encerrando assim seus 22 anos de liderança. Em seu discurso de saída, Mahathir disse ter cumprido todas as obrigações do cargo "com honestidade e com todas as forças". De acordo com o correspondente da BBC em Kuala Lumpur, Jonathan Kent, o povo precisará de algum tempo para se adaptar à vida sem Mahathir, que dirigiu o país por metade da sua existência depois da independência.

## Pós-Primeiro-ministro (2003-2018)

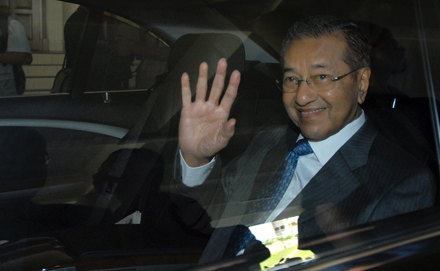
Mahathir Mohamad (janeiro de 2008)

Após a passagem oficial do cargo de chefe de Governo, o Mahathir, e a sua mulher Siti Hasmah Mohamad Ali, foram condecorados com o título “Tun”, a maior distinção entregue pelo Estado da Malásia.
Mahathir abandonou o seu partido de sempre em 2008, depois das eleições. Voltou em 2009, quando Abdullah Ahmad Badawi foi substituído por Najib Razak, antes de sair definitivamente e formar o partido Bersatu em 2016, quando Najib foi acusado de corrupção. No ano a seguir junta-se à coligação da oposição, a PH, que liderava até agora.
Em 30 de março de 2016, Mahathir demite-se do cargo de presidente do conselho de administração do fabricante de automóveis malaio Proton Holdings, após mais de dois anos de serviço. A Proton é o principal fabricante de automóveis da Malásia e foi fundada por Mahathir em 1983 como a única empresa nacional de automóveis.
Em 9 de Janeiro de 2018, a coligação de partidos que formam a oposição na Malásia elegeu o Mahathir como candidato às eleições gerais que devem ter lugar antes de Agosto. O acordo entre Mahathir e os demais partidos opositores determina que, em caso de vitória nas urnas, o nonagenário dirigirá o governo até que possa ser substituído por Anwar Ibrahim, líder do Partido Justicialista Popular, que cumpre pena de cinco anos pelo crime de sodomia.
Seu retorno à disputa foi motivado por um desejo claro - desbancar Najib Razak, seu antigo afilhado polítco. Najib tem sido criticado pela imposição de um imposto sobre vendas que afecta principalmente os pobres das áreas rurais, e um escândalo de corrupção no qual bilhões de dólares foram supostamente roubados de um fundo de investimento estatal que ele supervisionou.

## Primeiro-ministro (2018-2020)
Em 9 de maio de 2018, Mahathir regressa ao poder e torna-se no mais velho líder eleito do mundo. A taxa de participação eleitoral é superior a 76%, segundo a Comissão Eleitoral da Malásia. Quando os resultados começaram a ser divulgados, centenas de pessoas saíram à rua para festejar um acontecimento que muitos consideraram histórico. O seu oponente estava manchado por suspeitas de corrupção mas analistas dizem que Mahathir venceu porque conquistou "os corações" do meio rural e "apelou à dignidade" dos malaios. O The Guardian esteve na festa e recolheu alguns testemunhos que passam todos pelo mesmo: alívio pela mudança que chega ao fim de mais de 60 anos e “orgulho no povo malaio”, uma frase muito repetida pelos eleitores entrevistados. A porta-voz do Departamento de Estado dos EUA, Heather Nauert, felicitou o povo malaio pela participação na votação, dizendo que todos os partidos e fundos "realizaram o processo eleitoral em grande número pacificamente e com grande entusiasmo". Mahathir fez o juramento oficial no Palácio Nacional, diante do rei.

### Política interna
Não procuramos vingança, o que queremos é restaurar a lei. Se alguém infringir a lei, vai ser levado a tribunal para ser julgado.— Mahathir
Mahathir anunciou alguns dos membros que vão compor o seu governo e proibiu o seu antecessor, Najib Razak, de sair para o estrangeiro afirmando que existem evidências suficientes para investigar as suas ligações a um escândalo de biliões de dólares. Mahathir disse que não procura "vingança" contra seus oponentes políticos, mas prometeu restaurar a lei e a ordem.
Mahathir nomeou ainda Lim Guan Eng, como ministro das Finanças e anunciou ainda os responsáveis pela defesa e pela pasta do interior, e ainda Zeti Akhthar Aziz e Robert Kuok como conselheiros para os assuntos económicos e financeiros para os próximos 100 dias.
Desde que chegou ao poder, Mahathir retirou o procurador-geral que inocentou Najib, substituiu o chefe de combate à corrupção e não aprovou um relatório financeiro do 1MDB. Ele também montou uma equipe para reabrir a investigação cancelada por Najib. A coalizão de Mahathir também anunciou que vai lutar para que a mudança de religião seja legalizada no país.
Durante o seu mandato, a liberdade de imprensa na Malásia foi aumentada.
Em 18 de abril de 2019, Mahathir disse que deseja que a Fórmula 1 retorne ao Circuito Internacional de Sepang em breve, possivelmente em 2021. O GP da Malásia foi uma das corridas do calendário da Fórmula 1 desde 1999, até cair em 2017, devido a custos cada vez maiores e uma mudança de governo.

### Política externa

#### China
Em agosto de 2018, Mahathir confirmou que cancelou projetos no país avaliados em milhares de milhões de dólares e apoiados pela liderança chinesa. Mahathir fez essas declarações após uma visita oficial a Pequim, onde esperava renegociar os termos dos contratos para esses projetos, financiados por bancos estatais chineses. Mahathir esteve na China em visita oficial entre 17 e 21 de agosto. Mahathir visitou a sede do grupo de comércio electrónico Alibaba Group, na cidade de Hangzhou, leste do país, onde reuniu com o fundador, Jack Ma. Ele também visitou a Geely, um dos principais fabricantes de automóveis privados da China.
El 25 de abril de 2019, el Presidente chino, Xi Jinping, se reunió con el Mahathir, en el Grande Salão do Povo. Xi Jinping señaló que el establecimiento de relaciones diplomáticas entre China y Malasia cumple 45 años y la mitad de estos años está dentro del mandato del Primer Ministro Mahathir.
Em 30 de maio de 2019, Mahathir anunciou que a Malásia vai continuar a usar os equipamentos do gigante das telecomunicações chinês Huawei "tanto quanto possível". Durante um fórum econômico em Tóquio, Mahathir afirmou que "a Huawei tem um enorme avanço, mesmo em relação à tecnologia norte-americana", e que "o Ocidente" deve aceitar o crescente domínio das nações asiáticas.
Em 13 de fevereiro de 2020, Mahathir realizou uma conversa telefônica com Xi Jinping, e ambas as partes expressaram sua confiança na vitória da China na luta contra a epidemia do novo coronavírus. Em nome do governo da Malásia, Mahathir expressou solidariedade com o governo e o povo da China pelo surto do novo coronavírus.

#### Emirados Árabes Unidos
Em 30 de julho de 2019, Mahathir recebeu Sua Alteza Xeque Maomé bin Zayed Al Nahyan, príncipe herdeiro de Abu Dhabi e vice-comandante supremo das Forças Armadas dos Emirados Árabes Unidos. O Ministério das Relações Exteriores da Malásia, em comunicado, disse que a visita especial deu novo ímpeto à amizade existente entre os dois países e também refletiu as aspirações mútuas para fortalecer ainda mais os laços.

#### Turquia
Em 18 de dezembro de 2019, O presidente da Turquia, Recep Tayyip Erdoğan, recebeu o Mahathir a portas fechadas na sede do governo em Putrajaya. Durante a recepção, 15 acordos foram assinados em diferentes campos entre os dois países. O Ministro da Indústria e Tecnologia da Turquia, Mustafa Varank, e o Ministro da Energia, Ciência, Tecnologia, Meio Ambiente e Mudanças Climáticas, Yeo Bee Yin, assinaram o “Acordo de Cooperação em Ciência e Tecnologia entre os Governos da Turquia e Malásia. Além disso, foram assinados 14 acordos de ágio entre as empresas de defesa e tecnologia da Turquia e da Malásia.

### Renúncia
Em 24 de fevereiro de 2020, Mahathir anunciou sua demissão do cargo de primeiro-ministro da Malásia. O rei da Malásia aceitou a sua demissão, mas manteve-o interinamente no cargo. Desde então, Mahathir foi substituído por Muhyiddin Yassin.

## Vida pessoal
Mahathir casou-se com Siti Hasmah Mohamad Ali em 1956. Eles tiveram sete filhos: Marina, Mirzan, Melinda, Mokhzani, Mukhriz, Maizura e Mazhar.
Em janeiro de 1989, Mahathir foi operado a um bypass cardíaco. Em setembro de 2007, foi submetido a uma cirurgia de bypass cardíaco após sofrer dois ataques cardíacos num intervalo de 10 meses.
Em 1 de dezembro de 2013, Mahathir demite-se do cargo de conselheiro da empresa petrolífera e de gás Petronas devido a problemas de saúde.
Em 31 de agosto de 2022, foi hospitalizado depois de ter testado positivo para a Covid-19.
Em 1 de agosto de 2023, foi internado no Institut Jantung Negara (Instituto Nacional do Coração) para tratar uma infecção.
Em 13 de fevereiro de 2024, num anúncio feito, o escritório de Mahathir confirmou que o político de 98 anos voltou a ser hospitalizado. Em 18 de março, foi oficializada a alta hospitalar.
Em 15 de outubro de 2024, Mahathir foi internado no Instituto Nacional do Coração devido a uma tosse provocada por uma infecção respiratória inferior. Devido à internação, ele não pôde comparecer a uma audiência judicial sobre um caso de difamação que havia apresentado contra o vice-primeiro-ministro do país. Em 28 de outubro, Mahathir recebeu alta do hospital após 13 dias de tratamento.

## Homenagens

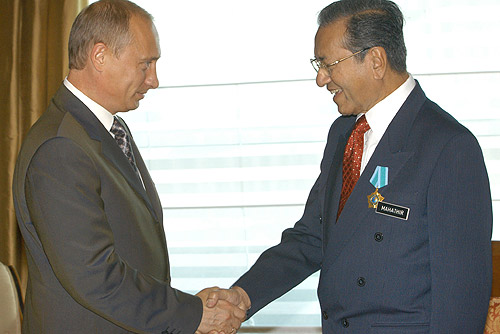
Em agosto de 2003, o presidente russo Vladimir Putin concedeu a Mahathir a "Ordem da Amizade"

Em 1996, Mahathir recebeu o Prêmio Jawaharlal Nehru para Compreensão Internacional.
Em 14 de janeiro de 1997, Mahathir recebeu o Prêmio de Serviço Islâmico no Prêmio Internacional King Faisal.
Em agosto de 2003, o presidente russo Vladimir Putin concedeu a Mahathir a "Ordem da Amizade" em Kuala Lumpur.
Em 6 de novembro de 2018, o imperador Akihito do Japão concedeu a Mahathir a "Ordem da Paulownia", a mais alta medalha de honra do Japão, afirmando sua contribuição para o fortalecimento das relações bilaterais entre a Malásia e o Japão.

### Honoris causa
- Doutoramento Honoris Causa pela Universidade Tsinghua (20 de abril de 2004)[100]
- Doutoramento Honoris Causa pela Universidade Perdana (7 de outubro de 2018)[101]
- Doutoramento Honoris Causa pela Universidade de Tsukuba (5 de novembro de 2018)[102]
- Doutoramento Honoris Causa pela Universidade Nacional de Singapura (13 de novembro de 2018)[103][104]
- Doutoramento Honoris Causa pela Universidade de Ancara (25 de julho de 2019)[105]
- Doutoramento Honoris Causa pela Universidade Dōshisha (6 de setembro de 2019)[106]
- Doutoramento Honoris Causa pela Universidade do Catar (14 de dezembro de 2019)[107]

## Opinião pessoal

### Homossexualidade
Em setembro de 2018, Mahathir condenou a punição de duas mulheres que foram espancadas por terem tido relações homossexuais, argumentando que a decisão não reflete os ideais valores do Islão. Mahathir referia-se a uma decisão, anteriormente, do Tribunal Superior da Sharia de Kuala Terengganu que alegou que as duas mulheres violaram as leis islâmicas por terem tido relações homossexuais e que por essa razão foram açoitadas.

### Relações entre China e Estados Unidos
Em 27 de maio de 2022, Mahathir criticou um novo agrupamento econômico liderado pelos Estados Unidos, dizendo que pretende isolar a China e não beneficiará o crescimento econômico regional sem Pequim.
Os EUA sempre vão querer usar agrupamentos como esse para isolar a China.
Muitos países reconhecem que este não é um agrupamento econômico, mas é verdadeiramente um agrupamento político.
A China é um grande parceiro comercial da Malásia, não queremos ver nenhuma tensão, nenhum conflito com a China e esperamos que os EUA percebam que a China está lá, não vai desaparecer e temos que viver com a China, que agora é mais rico do que a maioria dos países do mundo.— Mahathir

### Bombardeio do Hospital Árabe Al-Ahli
Em 19 de outubro de 2023, numa postagem intitulada “DAS MENTIRAS E DECEPÇÕES”, o Mahathir criticou duramente os Estados Unidos e Israel por causa ataques a Gaza. Ele acusou o presidente americano Joe Biden de mentir sobre a origem do bombardeio de um hospital em Gaza. Segundo Biden, o bombardeio foi provocado por um foguete palestino que falhou. No entanto, para o Mahathir, essa afirmação é “totalmente ridícula e absurda”. O Mahathir também questionou a narrativa de Biden de que ele teria visto fotos do Hamas decapitando bebês. Ele lembrou que a Casa Branca mais tarde retirou essa declaração, admitindo que não havia provas de tal ato. O Mahathir se perguntou como Biden poderia mentir tão descaradamente e com uma expressão séria. Além disso, o Mahathir fez uma acusação grave contra Israel e suas Forças de Defesa, chamando-os de terroristas. Ele afirmou que Israel tem cometido genocídio e assassinatos em massa de palestinos há 70 anos. O Mahathir argumentou ainda que todas essas atrocidades só são possíveis por causa do apoio dos Estados Unidos a Israel. Ele sugeriu que se o governo americano retirasse seu apoio a Israel e interrompesse toda a ajuda militar ao regime, Israel não poderia agir impunemente.